# 明王寺 (山梨県富士川町)
明王寺（みょうおうじ）は、山梨県南巨摩郡富士川町にある真言宗智山派の寺院。

## 歴史
奈良時代、儀丹行円によって開山された。儀丹行円は生没年不詳の謎の人物であるが、言い伝えによれば藤原不比等の縁者で、三論宗を学んで、唐に留学したこともある僧侶という。
当初は三論宗の寺院であったが、後に華厳宗に、密教伝来に伴い真言宗に転宗した。
このように歴史ある古刹であるため、多くの寺宝を所蔵している。中でも「木造薬師如来立像」と「鰐ロ」は国の重要文化財に指定されている。

## 文化財
- 木造薬師如来立像（重要文化財 明治39年9月6日指定）[3]
- 鰐ロ（重要文化財 昭和40年5月29日指定）[4]
- 不動明王版木（山梨県指定有形文化財 昭和44年11月20日指定）[5]
- 四脚門（富士川町指定文化財 昭和47年7月14日指定）[6]
- 禁制札（富士川町指定文化財 昭和58年3月29日指定）[6]
- 不動明王二童子像（富士川町指定文化財 令和3年2月1日指定）[6]

## 交通アクセス
- 増穂ICより車7分。